# 校正

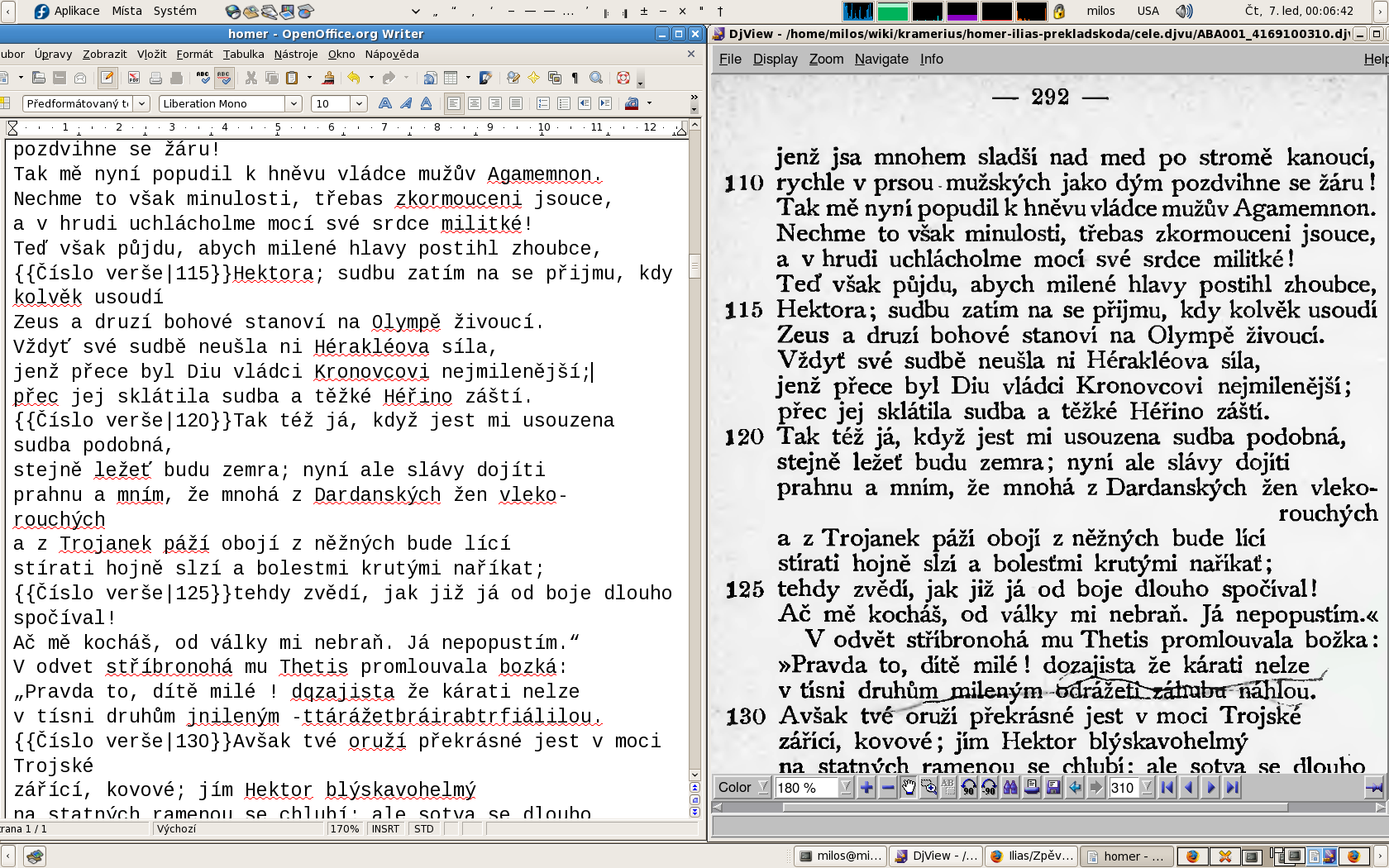
印刷物のテキスト化作業で入力したテキスト（左）と入力元原稿（右）の比較。ホメーロスが書いた『イリアス』

校正（こうせい、英語: proofreading）は、印刷物などの字句や内容、体裁、色彩の誤りや不具合を、あらかじめ修正すること。校合（きょうごう）ともいう。
出版にあたっては、印刷に先立って仮刷りを行い、それと原稿の内容を突き合わせ、誤植や体裁上の不備を正す。文字や数字ばかりでなく、デザインや発色の確認も行い、特に発色の確認を行う校正を色校正（いろこうせい、色校〈いろこう〉）という。
かつて「校正」の語は古典作品の写本（原文が存在している場合は原文）と別の写本（異本）を照合する「校訂」の意味でも使われた。
なお、修正後の原稿を二校と呼ぶことがあるが、二稿という語は誤りであるので注意を要する。

## 概要
校正は、編集の過程においては、出版すべき原稿をまとめた後、書籍や雑誌などの印刷物の形で商品化する前の最終チェックにあたる。大きな出版社や新聞社では校正を専門とする部署があり、そこに所属する校正係が社の出版物の校正を全面的に請け負っている。一方で、中小の出版社などでは著者や編集者自身が校正者を兼ねていることもある。内職として在宅校正者（ホーム校正）の講座も開かれており、派遣職員やフリー校正者など業態はさまざまである。
校正の手順は、基本的にはまず著者の原稿を植字、もしくはデータを取り込んで試し刷りした「校正刷り」の内容を、原稿と突き合わせて確認することから始まる。校正刷りは、「ゲラ刷り」 (en:Galley proof) とも呼ぶ。ゲラ galley とは、活字を並べる枠箱をガレー船に喩えたもの（「組版」を参照）が転じて、刷ったものを表すようになり、さらに誤植をチェックする刷りものを指すようになった。ここでは、校正はあくまでも原稿に忠実に印刷されているかどうか確認することを原則としているが、時には著者の書き間違いや勘違いによる誤記を正したり、著者に確認を求めたりすることも必要となる（原稿との突き合わせを超えた部分に関しては「校閲」〈こうえつ〉と呼ばれる）。したがって、校正者にはその分野に対する専門的な知識が要求されることが多い。校正作業に際しては、「校正記号」と呼ばれる独特の様式に従って、ゲラ刷りに赤字で注記を書き入れるというのが一般的である。
こうした校正によって判明した誤植は、印刷の原版の修正というかたちで反映され、差し替えられた刷り原稿が出てくる。そしてさらに校正がなされ（二校、再校）、慎重を期する時には三校以上が重ねられる。校正を終えて印刷にかかることを、「校了」と言う。校了前には必要に応じて著者自身による「著者校」もなされ、出版にあたっては誤植やその他の誤りを追放する努力が重ねられている。
しかし、どんなに綿密に校正を行っても、しばしば誤植を見落としたまま出版されることがあり、出版関係者を切歯扼腕させている。校正を少しでも怠ると出版物に数多くの誤植が発生するので、古くから「校正畏るべし」の警句が語られている。この語は『論語』の「後生畏るべし」をもじったものであり、一説には、明治時代の劇作家福地桜痴の述懐が初出だという。その福地が東京日日新聞の主筆であった頃、自分の俸給を削ってまで招聘した校正主任は市川清流という国学者・漢学者であり、清流が在社している間は「校正の宜しきを得た」と福地は満足した。

## 校正の過程
以下に、出版において行われる一般的な校正の過程を述べる。
1. 初校（しょこう）
版下（はんした）を作成する印刷の場合には版下のコピー、DTP（電子卓上出版）の場合にはプリンター出力、活版印刷の場合には活字を組み上げて刷った試し刷り（ゲラ刷り）を、原稿と突き合わせる。また、突き合わせの後で素読み（ゲラのほうだけを読んだときに不具合を感じるかどうかのチェック）を行う。レイアウト、デザインのチェックもここで行う。
2. 再校（さいこう）
初校の修正を反映したゲラ（再校紙）と初校とを突き合わせて、初校の修正が確実に行われていることをチェックする。
3. 三校（さんこう）
三校紙を再校紙と突き合わせる。回数はこれ以上に及ぶこともあり、四校、五校、……と続く。この過程は、特に慎重を要する場合に行われる。念のためということから「念校」（ねんこう）ということもある[3]。
4. 著者校（ちょしゃこう）
ひと通り校正し終わった後の刷り原稿を、著者自身が確認する過程。著者が意図した表現が意に沿わぬ修正をされていた場合、表現を復元することもある[注釈 2]。編集の日程や校正の進行により、1回から数回行われる。
5. 青焼き（あおやき）、清刷（きよずり）、色校正（いろこうせい）
フィルム製版をする場合に、製版した後の状態をチェックする。黒1色刷りの場合には、フィルムの青写真（青焼き）を取って、これを再校紙や三校紙と突き合わせ、また網掛けなどの製版指示が指示どおりに行われているかどうかを確認する。その他の場合には、清刷と呼ばれる、感光剤を塗布したアルミ板（PS版）に画像を密着転写し[注釈 3]、後に実作業を行う予定の印刷機による試し刷り（本機校正）を行い、ここで色合いを含めてチェックする。通常は色校正の段階で清刷まで作成することはなく、PS版を使用することは本機校正と同じでも、機械構造を簡略化・変換したコロタイプ式の校正用印刷機で色校正刷りや色校正紙を作成する。これは、上記の文字組み校正と同様に、初校・再校・三校・……と続く場合もある。なお、印刷工程を経ずに、写真技術を応用・利用した色校正術も利用される。
6. 校了（こうりょう）
校了とは、校正完了の略語である。校正の責任者が、最終チェックを行って、そこに誤りがないことを確認した、という意味である。なお、「責了」（せきりょう）とは責任校了の略語であり、校正責任者が誤りを発見したが、指示した修正が修正者の責任によって修正されるのを条件に「校了」とする、という意味である[4]。
7. 印刷現場における修正
緊急の場合に、印刷現場で修正を行うことがある。文字などを削ることしかできないので体裁が悪くなりがちだが、それでも印刷されるよりよいという場合にこの措置がとられる。新聞記事で稀に何字分かの空白部分があるのは、この痕跡と思われる。

## 出版後の修正
出版物には誤りがないことが望ましいが、実際にはなかなか完璧に校正を行うことはできない。また、時を経て状況が変化する場合もある。このような後から発覚した誤りや変化は、緊急を要し販売に間に合う場合には、正誤表を挟み込むなどの対策がとられる。新聞では、「訂正」欄を設けて誤りを正している。出版団体などがウェブサイトをもつ場合には、ウェブページに訂正を掲載することもある。
一般の書籍では、増刷または増版を行う時点で修正を行う。増刷をするごとに1刷、2刷と呼ばれ、大きな改訂を伴う増刷の場合には、1版、2版と呼ばれる。当然ながら、初版本（1版1刷の本）には後の版に比べて多くの誤りを含むことになり、これが初版本がコレクションの対象とされる要因ともなっている。